# Девабгуті
Девабгуті — індійський правитель з династії Шунґа. Був убитий своїм міністром Васудевою. Після його смерті до влади прийшла династія Канва.